# Louis François Marie Le Tellier
Ludwik Franciszek Maria le Tellier, markiz de Barbezieux (ur. 23 czerwca 1668 w Barbezieux-Saint-Hilaire, zm. 5 stycznia 1701) – francuski minister wojny na dworze Ludwika XIV.
Jego ojciec, markiz Louvois, oraz dziadek, Michał le Tellier, także byli ministrami wojny Ludwika XIV. Stanowisko objął po śmierci ojca 16 lipca 1691, kiedy nie miał jeszcze nawet 23 lat.

Utalentowany, jednak lekceważył swoje obowiązki urzędnicze preferując rozrywki. Król skarżył się wujowi Barbezieux, Karolowi Maurycemu le Tellier, arcybiskupowi Reims, że:
Wasz bratanek ma talent, lecz nie robi z niego dobrego użytku. Woli raczej biesiadować z książętami niż pracować. Lekceważy sprawy służbowe dla swoich przyjemności. Pozwala zbyt długo czekać oficerom w przedpokoju; przemawia do nich pogardliwie a czasami ostro.
Barbezieux zmarł w wieku 33 lat, 5 stycznia 1701. Był dwukrotnie żonaty. Po raz pierwszy 12 listopada 1691 z Ludwiką de Crussol (zm. 1694), córką Emmanuela II de Crussol, księcia Uzès. Miał z nią córkę:
- Annę Katarzynę Eleonorę (zm. 21 października 1716).

Po raz drugi ożenił się 11 stycznia 1696 z Marią Teresą d’Alègre (zm. 19 października 1706), córką Yves’a d’Alègre. Miał z nią dwie córki:
- Marię Magdalenę
- Ludwikę Franciszkę Andżelikę (zm. 8 lipca 1718).